# Marc Sergeant
Marc Sergeant (nascido em 16 de agosto de 1959, em Aalst) é um ex-ciclista bélgico. Sergeant competiu nos Jogos Olímpicos de Verão de 1980 na prova de 100 km contrarrelógio por equipes e terminou em décimo sexto lugar.